# Sporting Monte-Carlo
Le Sporting Monte-Carlo est un complexe de spectacles, concerts et loisirs de la société des bains de mer de Monaco, dans le quartier du Larvotto, créé en 1974 et totalement rénové en 1999.

## Historique
Le Sporting Monte-Carlo est un complexe de spectacle de plus de 1 600 m2, prévu pour 1 500 spectateurs et situé sur les 5,5 hectares de la presqu'île du Larvotto, entièrement gagnée sur la mer et voisin du Monte-Carlo Bay Hotel & Resort. 
Bâti en 1974, le Sporting Monte-Carlo fait l'objet d'une rénovation en 1999.